# Nikolaos Kaloudakis
Nikolaos Kaloudakis (griechisch Νικόλαος Καλουδάκης, * 18. März 1984 in Iraklio) ist ein griechischer Bahn- und Straßenradrennfahrer.
Nikolaos Kaloudakis wurde 2005 griechischer Bahnradmeister in der Mannschaftsverfolgung. Beim Teamzeitfahren auf der Straße belegte er den zweiten Platz. Seit 2007 fährt er für das Continental Team Cosmote Kastro. In seinem ersten Jahr dort wurde er griechischer Vizemeister im Straßenrennen. In der Saison 2008 gewann Kaloudakis zwei Teilstücke bei dem Etappenrennen Kazantzakia. Bei der nationalen Straßenradmeisterschaft gewann er das Straßenrennen.

## Erfolge
2005
- Griechischer Meister – Mannschaftsverfolgung mit Aggelis Armenatzoglou, Adamantios Valergas und Thomas Rodios

2008
- Griechischer Meister – Straßenrennen

## Teams
- 2007 Technal Kastro
- 2008 Cosmote Kastro
- 2009 SP Tableware-Gatsoulis Bikes